# SBB Tm I
Die Tm I gehörten zu den kleineren zweiachsige Schienentraktoren der Schweizerischen Bundesbahnen (SBB) und wurden, basierend auf einer Vorserie aus den Jahren 1957 und 1958, ab 1960 von den Firmen RACO und CMR für den leichten Rangierdienst auf Bahnhöfen geliefert.

## Vorserie
Die zunächst einfach nur als SBB Tm (ohne römische I) bezeichneten Vorserienfahrzeuge Tm 301 bis Tm 303 aus dem Baujahr 1957 wurden 1963 in Tm 401 bis 403 umgezeichnet. Die im Jahre 1958 gelieferte Vorserie ging als Tm 304 bis Tm 306 in Dienst, wurde 1963 zu Tm 404 bis Tm 406 und im Jahre 1978 zu Tm 893 bis Tm 895 in zweiter Besetzung. Ein siebtes Fahrzeug war als Tm 896 eingereiht (in zweiter Besetzung) und zählte ebenfalls zur Vorserie. Sie unterschieden sich in den Abmessungen nicht von den Serienfahrzeugen, hatten aber nur eine installierte Leistung von 60 PS.

## Technik
Die kurz als Traktoren oder Rangiertraktoren bezeichneten Schienenfahrzeuge hatten ursprünglich einen luftgekühlten Motor der Schweizerische Lokomotiv- und Maschinenfabrik, kurz SLM, in Winterthur und ein mechanisches Schaltgetriebe. Die beiden Achsen werden über Ketten angetrieben. Ab den 1970er Jahren wurden die Motoren durch etwas stärkere Motoren der Firmen Deutz oder Stabilimenti Meccanici VM in Triest ausgetauscht. Die verbaute Rangierkupplung konnte vom Triebfahrzeugführer vom Führerstand aus bedient werden. Die Vorserienfahrzeuge hatten einen Motor geringerer Leistung mit 44 kW. Die werksseitige Typenbezeichnung bei RACO war 60 LA 7 für die Vorserienfahrzeuge und 85 LA 7 für die Serienfahrzeuge. Geschleppt konnten die Fahrzeuge mit bis zu 70 km/h gezogen werden. In den letzten Jahren sind viele noch mit zusätzlichen Schalldämm- und Russfilteranlagen ausgestattet worden.

## Lieferungen
In den Jahren 1957 und 1958 wurde bei RACO eine Vorserie von sieben Exemplaren gebaut und als Tm 301 bis Tm 306 und Tm 896 in Dienst gestellt. Tm 301 bis Tm 303 wurden 1963 zu Tm 401 bis Tm 403. Die Tm 304 bis Tm 306 erhielten 1963 zunächst die Bezeichnung Tm 404 bis 406 und in den 1970er Jahren die Nummern Tm 893 bis Tm 895. Ab 1960 wurden in den folgenden sechs Baujahren 107 Traktoren der Serienausführung mit den Betriebsnummern Tm 330–368 an die SBB geliefert. Im Jahre 1963 wurden die Fahrzeuge in Tm I 407–513 umnummeriert – teilweise in zweiter Besetzung, da Nummernkreise daraus bereits zuvor für durch die Tm I zu ersetzende Breuer-Traktoren aus den 1930er Jahren bis zu deren Abstellung genutzt wurden.

## Einsatz
Von den Vorserienfahrzeugen wurden die Traktoren Tm 893 bis 896 den Hauptwerkstätten zugeordnet, sie sind inzwischen ausrangiert. Die Serienfahrzeuge blieben im Stationsdienst und wurden seit den 1990er Jahren ausgemustert. Am 1. Januar 2008 waren noch 14 Traktoren im aktiven Bestand der SBB. Die letzten sind erst im Jahre 2010 aus dem aktiven Dienst ausgeschieden. Einige erhielten noch zusammen mit einigen wenigen Traktoren SBB des Baudienstes Tm II die Computernummer 230, unter Beibehaltung ihrer Ordnungsnummer. Zum Ende ihrer Dienstzeit fanden auch die Tm I im Bauzugdienst Verwendung.

## Verbleib
Die verkauften und noch im Einsatz stehenden Maschinen erhielten die UIC-Nummern Tm 230 (98 85 5230) unter Beibehaltung ihrer zuletzt getragenen Ordnungsnummern.
- Tm I 403 ging an die Prébeton und steht in Avenches.[3]

- Tm I 409 steht in Olten, Besitzer unbekannt.

- Tm I 413 ging an Swisstrain SA und steht im ehemaligen SBB CFF Depot in Le Locle.[4]

- Tm I 414 wurde 1998 als Werklok an die Scherer & Bühler AG in Meggen verkauft. Inzwischen gehört er dem Verein DSF Koblenz.[5]

- Tm I 415, bereits Anfang 1996 ausgeschieden, wurde an die Giesserei Camponovo in Kallnach verkauft und sollte vom dortigen Bahnmuseum übernommen werden. Dieses musste aber zwischenzeitlich aus Platzgründen weichen.[6] Der Tm I steht jedoch immer noch in Kallnach.

- Tm I 418, ebenfalls schon 1996 ausgeschieden, wurde an die Tessiner Cattaneo Holding SA in Giubiasco verkauft (N° 1218).

- Tm I 420 wurde schon 1990 ausrangiert und von der Chemin de fer Pont–Brassus (PBr, seit 1. Januar 2001 fusioniert im regionalen Verkehrsunternehmen Travys) als Tm I 102 eingesetzt. Im Jahr 2000 wurde er von der Museumsbahn Compagnie de Train à Vapeur de la Vallée de Joux (CTVJ) in Le Pont übernommen. 2014 wurde er mit der Bezeichnung Tm 230 320-4.[7] ins nationale Fahrzeugregister eingetragen.

- Tm I 421 wurde bereits 1996 ausgemustert, kam zunächst zur RM als Tm 236 316 und beendete seine Dienstzeit bei der BLS AG als Tm 236 341. Anschliessend gelangte er über den DSF Koblenz zum Verein 241P17 aus Frankreich.

- Tm I 425 wurde 2007 dem Verein Club del San Gottardo überlassen. Dort ist er nicht betriebsfähig abgestellt.

- Tm I 429 wurde an die Firma Brenntag aus Avenches verkauft.

- Tm I 432 gehört der Firma Prodo und steht in Domdidier.

- Tm I 433 wurde zuerst an Chocolat Frey, Suhr verkauft. Anschliessend ging er an Tecsol. Sein weiterer Verbleib ist unbekannt.

- Tm I 436 gehört der Hafermühle Kentaur aus Lützelflüh.

- Tm I 438 (RACO 1612/1961) wurde 1994 ausrangiert (durch einen Druckfehler in einem Buch wurde er fälschlicherweise der PBr zugeschrieben, PBr kaufte aber den Tm 458, RACO 1652/1962)[8]

- Tm I 440 wurde an die Silo AG aus Wil verkauft.

- Tm I 446 ging an den Schrotthändler Mr. Jean-Jaques Bader aus Conthey.

- Tm I 447 wurde zuerst an Coop Vufflens-la-Ville, bzw. Acclens verkauft. Inzwischen befindet er sich in Privatbesitz.

- Tm I 448 gehörte zuletzt der Schälmüle E. Zwicky AG aus Müllheim.

- Tm I 450 dient der Rhenus Logistic in Romanshorn als Ersatzteilspender für den ebenfalls erworbenen Tm I 496.[9]

- Tm I 453 (im Jahre 2010), Tm I 475 (2003) und Tm I 480 (2008) wurden der Stiftung Historisches Erbe der SBB (SBB Historic) überlassen.

- Tm I 458 wurde 1998 ausrangiert und 2000 an die PBr, ab 2001 Travys, verkauft und erhielt dort die Nummer Tm 238 305. 2006 wurde er nach Orbe versetzt[10]. 2021 wurde er von WICO Swiss Classic Train GmbH in Vallorbe übernommen.

- Tm I 459 rangierte 2015 noch für ein Industrieunternehmen im Bezirk Gäu im Kanton Solothurn.[11]

- Tm I 462 ging erst Ende 2008 an den Museumsbahnverein 241.A.65.[12]

- Tm I 465 ist beim Verein Historische Seethalbahn erhalten.[13]

- Tm I 477 (Tm 98 85 5230 477-2) befindet sich in Privatbesitz, war zunächst in Frauenfeld abgestellt und wurde im Jahre 2014 nach Sargans zur IG Schiene Schweiz überführt.[14]

- Tm I 479 wurde an die Firma Silo, Olten verkauft.[15]

- Tm I 496 wurde 2004 zunächst an RailLogistics AG in Härkingen verkauft und im Jahre 2012 über den Händler Stauffer Schienen- und Spezialfahrzeuge in Frauenfeld weiter an die Rhenus Contract Logistics AG in Romanshorn verkauft. Dort steht er mit der UIC-Nummer Tm 98 85 5230 496-2 CH-RHCL im Einsatz.[16][17]

- Tm I 505 wurde 2008 als Werklok an die Stihl & Co. in Wil (SG) verkauft.